# Elektrogorsk
Elektrogorsk (en russe : Электрогорск) est une ville de l'oblast de Moscou, en Russie. Sa population s'élevait à 22 842 habitants en 2019.

## Géographie
Elektrogorsk est située à 74 km — à 88 km par la route — à l'est de Moscou.

## Histoire
Elektrogorsk est fondée en 1912 en raison de la construction de la première grande centrale électrique de tourbe en Russie. Elle est appelée Elektroperedatcha (Электропередача, littéralement « Transport d'électricité »). Elle accède au statut de commune urbaine en 1928. En 1946, elle reçoit le statut de ville et le nom d'Elektrogorsk.

## Population
Recensements (*) ou estimations de la population
| 1926* | 1939*  | 1959*  | 1970*  | 1979*  |
| ----- | ------ | ------ | ------ | ------ |
| 4 073 | 12 400 | 11 454 | 13 012 | 15 930 |

| 1989*  | 2002*  | 2010*  | 2013   | 2014   |
| ------ | ------ | ------ | ------ | ------ |
| 18 391 | 20 353 | 22 480 | 22 840 | 22 889 |

## Économie
Les principales entreprises d'Elektrogorsk sont :
- GRES N3 Klassova (en russe : ГРЭС N3 им. Классона) : centrale thermique.
- AOZT Elektrogorskmebel (en russe : АОЗТ Электрогорскмебель) : meubles.
- Zavod Bryntsalov (en russe : завод Брынцалов) : médicaments.